# AV Palatia Göttingen
Die Akademische Verbindung Palatia Göttingen (ehemals: K.D.St.V. Palatia Göttingen) ist eine katholische, deutsche, nichtschlagende, farbentragende Studentenverbindung an den Göttinger Hochschulen. Sie gehört dem Cartellverband (CV) an und ist entsprechend ein reiner Männerbund. Ihre Mitglieder werden Göttinger Palaten oder Göttinger Pfälzer genannt.

## Geschichte

### Gründung
Im Sommersemester 1883 waren an der Georg-August-Universität Göttingen 1104 Studenten immatrikuliert, wovon etwa 150 der katholischen Konfession angehörten. Unter ihnen befanden sich die CV-Studenten Franz von Matuschka (Wf), Josef Kellerhoff (Bv Bo), Konrad Hartong (Hr), Joseph Kaiser (Sx), Johann Schoene (Sx) und Theodor Haas (Gu). Zu ihnen gesellten sich Karl Osthaus und etwas später Julius Eissner (Gu).
Am 1. Mai 1883 trafen sich die sechs Männer (ohne Haas und Eissner) im Hinterstübchen des Studentenlokals „Gebrüder Taverna“ in der Weender Straße. Kellerhoff beantragte die sofortige Gründung einer CV-Verbindung, was einstimmig angenommen wurde. Im Anschluss legten die Anwesenden den Treueschwur in die Hand Matuschkas ab. Hartong erinnert sich: „Nachdem wir unter dem Kommando Matuschkas einen urkräftigen Salamander auf das Gedeihen unseres Werkes und auf ein ewiges vivat, crescat, floreat gerieben hatten, wurden Kellerhoff und ich mit der Ausarbeitung der vorläufigen Statuten beauftragt.“ Matuschka wurde Senior der neuen Verbindung, Kellerhoff Consenior und Schriftführer. Osthaus bekleidete die Chargen des Fuchsmajores und Kassierers. Am 5. Mai 1883 wurde die Verbindung auf Haas’ Antrag Palatia genannt: eine wehrhafte Burg für den CV in Göttingen; auf Vorschlag Kellerhoffs wählte man die Farben Weiß – Rosa – Moosgrün, die Fuchsenfarben Rosa – Moosgrün. Wenige Tage später, am 22. Mai 1883, wurde der erste Fux rezipiert. Am 1. Januar 1884 wurde Palatia als freie Verbindung in den Cartellverband aufgenommen.

### Akademischer Kulturkampf
Der Akademische Kulturkampf umschreibt den Konflikt zwischen katholischen und liberalen Studentenverbindungen zu Beginn des 20. Jahrhunderts im Deutschen Kaiserreich und Österreich. Dieser entstand im Zuge der Streitigkeiten um die Berufung katholischer Gelehrten an der neu gegründeten Universität Straßburg – damalig dem Deutschen Kaiserreich angehörend – im Jahre 1901. Aus katholischer Sicht erschien die Auseinandersetzung als reine Provokation zum Erhalt der protestantischen Dominanz an den Universitäten im Kaiserreich und Österreich.
Unter den Folgen des Kulturkampfs litt auch die AV Palatia, da der Studentenausschuss von weiteren Einladungen zu dessen Sitzungen absah. Darüber hinaus war es den Pfälzern nicht mehr gestattet Kandidaten für den Studentenausschuss zu stellen. Die stetig ausweitende Boykottbewegung gegen die Palaten und das durch die Regierung ins Auge gefasste Verbot gegen konfessionelle Bünde erschwerte den Alltag vehement. Die systematische Ausgrenzung gegen konfessionelle – vor allem katholische Studentenverbindungen – führte so weit, dass sogar die ansässigen Gastronomen zum Wohlwollen der Corps Lokalverbote aussprachen.
Die negative Stimmung gegen religiös gebundene Verbindungen endete erst knappe zehn Jahre später. 1912/1913 wurde erstmals seit den aufkommenden Konflikten ein Palate in den Studentenausschuss berufen.

### Erster Weltkrieg
Zu Kriegsbeginn entschieden sich die Palaten das Tragen von Farben einzustellen. Im Mai 1915 entschied man sich das Austragen von Kneipen ebenfalls zu unterlassen. Am Ersten Weltkrieg nahmen insgesamt 168 Palaten teil, von denen 23 gefallen sind.

### Zeit während des Nationalsozialismus

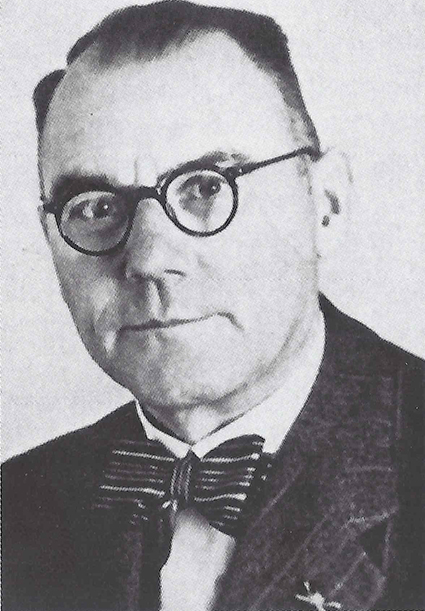
Franz Voss

1932 beschloss die Cartellversammlung, dass eine zeitgleiche Mitgliedschaft im CV und der NSDAP unvereinbar sei, solange deutsche Bischöfe den Nationalsozialismus verurteilten. Im Zuge des Reichskonkordats wurde der Beschluss jedoch aufgehoben.
1933 feierte die AV Palatia ihr 50. Stiftungsfest. Ein Jahr später wurde durch die Verbandsführung das Katholizitätsprinzip vom CV abgelegt. Im Zuge dessen wurde sowohl die Palatia als auch der Palaten-Hausverein aufgelöst.
Am 3. März 1938 wurde der AH-Verband dazu verpflichtet, dem NS-Altherrenbund beizutreten. Franz Voss lehnte dies jedoch für die Palatia ab. Aufgrund der politischen Situation feierte die Palatia ihr 55. Stiftungsfest in Bremke. Zum Leidwesen aller Anwesenden erschien die Gestapo und verbot weitere Treffen.
Infolge des Zweiten Weltkrieges fielen weitere 20 Palaten.

### Wiederbegründung und die Zeit nach dem Zweiten Weltkrieg
1945 wurde nach Kriegsende die Katholische Studentengemeinschaft (KSG) gegründet. Am 8. November hielt die Gruppe den ersten ordentlichen Convent nach den alten Statuten ab. Dieses Datum gilt als Wiederbegründungsdatum der Akademischen Verbindung Palatia Göttingen. Die anfängliche Mitgliederzahl von sieben Personen stieg in Kürze bereits auf 19 Mitglieder. Der Mittelpunkt der weiß-rosa-moosgrünen Burschen war erneut das Palatenhaus in der Lotzestraße 44.
Bereits ein Jahr später kam es zur Wiederbegründung des AH-Verbandes Palatiae unter der Leitung des AH-Seniors Franz Voss. Damit einhergehend wurde der Palatenhausverein neu begründet.
Am 16. Juni 1951 übertrug Graf Ballestrems Sohn, Valentin, das Palatenhaus an die Verbindung zurück.
Von 1952 bis 1983 benannte sich die AV Palatia zu KDStV Palatia Göttingen um. In der Zwischenzeit wurde der Franz-Voss-Studentenhausverein e. V. gegründet.
Palatia Göttingen trägt – seit dem Übertritt der Austria Innsbruck und der Norica Wien in den ÖCV –  die Nummer 14 der verbandsinternen Reihenfolge der Cartellverbindungen. 
Die aktuelle Mitgliederzahl beläuft sich auf 303 Personen.

## Wappen und Prinzipien

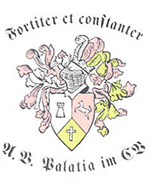
Früheres Wappen

Das Wappen der Palatia besteht aus einem Schild, auf dem ein Ritterhelm thront. Das Schild ist viergeteilt, in der Mitte findet sich der Zirkel der Palatia auf den Verbindungsfarben. Die vier Teile stellen folgende Motive dar:
links oben die im blauen Rhein stehende Rheinpfalz bei Kaub (Amicitia) die den Verbindungsnamen symbolisiert. Links unten ein silbernes Tatzenkreuz auf grünem Grund (Religio), wohingegen rechts oben ein springendes Pferd auf rotem Grund (Patria) abgebildet ist. Rechts unten sieht man eine auf einem zusammengerollten Schriftstück sitzende Eule (Scientia). Der Ritterhelm ist silberfarben, mit goldenen Beschlägen versehen. Auf dem Deckel sitzt eine Krone, aus der ein Federbusch aus Straußenfedern in den Verbindungsfarben rankt. Das Wappen war unter Verzicht auf die Eule seit den 1920er Jahren bis weit in die 1970er Jahre dreigeteilt.

## Couleur

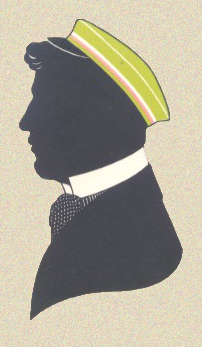
Palaten Hinterhauptcouleur

Der Göttinger Palaten-Bursch trägt die Farben weiß-rosa-moosgrün mit silberner Perkussion. Dazu kleidet ihn ein moosgrünes Hinterhauptcouleur mit den Burschenfarben. Füxe der Palatia tragen hingegen die Farben rosa-moosgrün. Das Hinterhauptcouleur der Füxe unterscheidet sich indes nicht von dem der Burschen. Der Wahlspruch lautet „Fortiter et Constanter“ (tapfer und beständig).

## Verbot und Wiedergestattung der Farben
Eine tätliche Auseinandersetzung zwischen Corpsstudenten und Palaten, infolge eines Angriffs zweier Studenten des Corps Bremensia auf den Festredner zum Publikationsfest 1887, Franz Driessen, am 26. Juni im Deutschen Garten war Auslöser für ein Farbenverbot (Couleurverbot). Der Rechtspflegeausschuss verurteilte die Bremenser zu vierzehn Tagen, die Palaten zu acht Tagen Karzer. Der Rechtspflegeausschuss, dem der katholikenfeindliche Theologieprofessor und Prorektor Ritschl beisaß, entzog Palatia darüber hinaus die Farben für drei Semester, weil sie mit ihrem Auftreten beim Publikationsfest „Grund zur Provokation“ gegeben hätten. Bei Zuwiderhandlung drohe die Auflösung der Korporation.
Erst am 1. Dezember 1888 hob der neue Prorektor Ehrenberg das Farbenverbot auf. Die Chargierten mussten versprechen, „die Wiederaufnahme der Couleur nicht zu einem festlichen öffentlichen Ereignis zu machen“. So gingen die Palaten am folgenden Sonntag in Couleur zur Kirche. Man beschloss, von nun an durch ein Bundesfest der Wiedererlangung der Farben zu gedenken.
Die damals allgemeine Unbeliebtheit der AV Palatia bei den Göttinger Korporationen zeigte sich sehr deutlich, als diese geschlossen eine Tanzveranstaltung boykottierten, zu der auch Palatia erschienen war.

### Göttinger Krawalle
Infolge der Göttinger Krawalle, eine Auseinandersetzungen zwischen Göttinger Verbindungsstudenten und Mitgliedern des Nationalsozialistischen Deutschen Studentenbundes (NSDStB), wurde die Verbindung am 12. Juli 1934 vom Rektor der Universität suspendiert. Die Maßnahme wurde am 18. Juli zum Semesterende aufgehoben.

## Besondere Cartellverhältnisse
Die AV Palatia Göttingen pflegt besondere Verhältnisse innerhalb des Cartells zu folgenden Verbindungen:
Tochterverbindung:
- AV Frisia Hannover

Enkelverbindung:
- KDStV Niedersachsen Braunschweig

Urenkelverbindung:
- KDStV Norbertina Magdeburg

Patenverbindungen:
- KDStV Saxo Silesia Hannover
- KDStV Teuto-Rhenania Hannover

## Das Verbindungshaus
| Das alte Palatenhaus | Das alte Palatenhaus |
| -------------------- | -------------------- |
|                      |                      |
| Das neue Palatenhaus |                      |
|                      |                      |

Im Jahre 1922 erwarb der Palate Nikolaus Graf Ballestrem den „Lindenkrug“ für 450.000 Mark. Das Gebäude in der Lotzestraße diente der Gartetalbahn als Bahnhof. Im Februar 1923 ging das Haus gegen Erstattung der Selbstkosten in den Besitz des Palatenhausvereins, der 1905 gegründet wurde, über. Während des Zweiten Weltkrieges wurden die Verbindung und der Palatenhausverein aufgelöst. 1936 wurde das Haus wieder an Graf Ballestrem übereignet. Nach dem Krieg wurde am 17. November 1946 der Palatenhausverein wiederbegründet. Der Sohn des im Krieg gefallenen Nikolaus Graf Ballestrem, Valentin, übertrug das Palatenhaus zurück an die Verbindung.
Im Jahre 1969 wurde der alte Lindenkrug wegen Baufälligkeit abgerissen und durch ein Studentenheim ersetzt. Im Wintersemester 1970/71 war das neue Haus bezugsfähig. Gegenüber dem alten Haus bietet der Neubau 18 statt fünf Studentenzimmer. Die moderne Innenausstattung sowie der große Raumgewinn führten dazu, dass die AV Palatia, neben ihrer stetig steigenden Anzahl an Mitgliedern, von 1970 bis 1982 einige Zimmer an die FAV Rheno-Guestfalia Hann. Münden untervermietete, welche bis dahin ohne eigenes Verbindungshaus existierte.

## Bekannte Mitglieder
- Nikolaus Graf von Ballestrem-Plawniowitz (1900–1945), Industrieller und Politiker (Zentrum)
- Friedrich Brand (1891–1979), Beamter und Manager
- Theodor Haas (1859–1939), Philologe, Lehrer und Historiker
- Wolfgang Heibges (1922–2005), Oberleutnant und U-Boot-Kommandant nahm 1945 entgegen einem Befehl in Hela bei Danzig mehr als 40 Frauen und Kinder an Bord, die vor der Roten Armee flüchteten und brachte sie in vier Tagen aus der Danziger Bucht über die Ostsee nach Warnemünde.
- Georg Graf Henckel von Donnersmarck (1902–1973), Politiker (CSU), Mitglied des Bundestages (1953–1957, 1959–1961)
- Carl Hettlage (1874–1935), Bürgermeister von Eschweiler, kommissarischer Regierungspräsident des Regierungsbezirks Münster
- Friedrich Gerhard Hohmann (1928–2025), Historiker und Gymnasiallehrer
- Kurt Machens (* 1954), Mediziner, Politiker (CDU), ehemaliger Oberbürgermeister von Hildesheim
- Franz von Matuschka (1859–1943), Mineraloge, Gründungssenior
- Kurt Pagendarm (1902–1976), Jurist und Richter
- Josef Rust (1907–1997), Politiker (CDU), Vorstandsvorsitzender und später Aufsichtsratsvorsitzender der Wintershall AG, Aufsichtsratsvorsitzender der Volkswagenwerk AG von 1966 bis 1974
- Paul Schraermeyer (1884–1955), Landrat von Hechingen
- Heinrich Wiechens (1884–1949), Landrat des Kreises Gersfeld